# Al-Bahariya

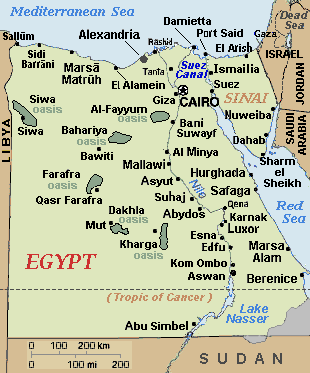
Carte des principales oasis d’Égypte.

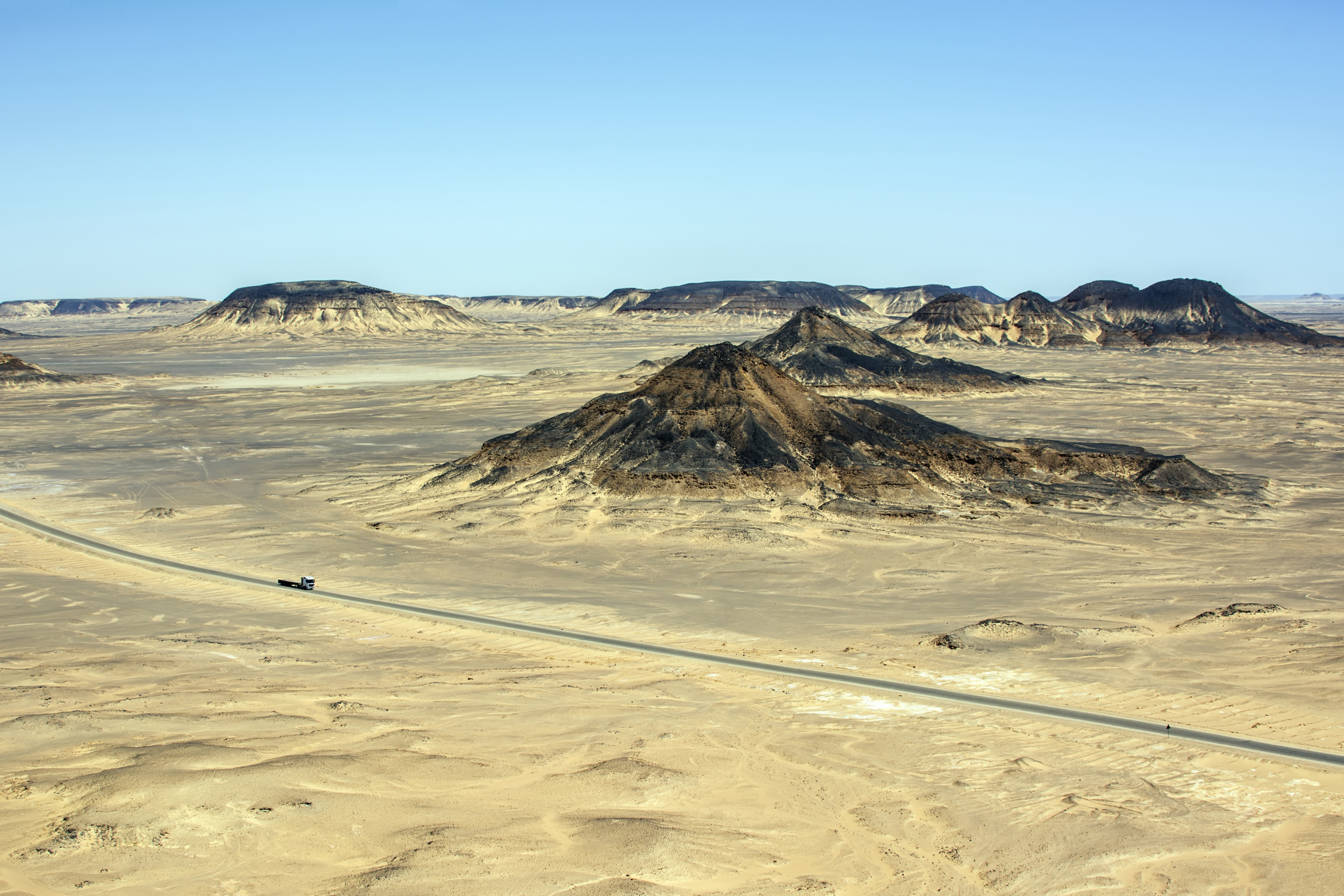
Collines noires entourant l'oasis.

L'oasis d'Al-Bahariya (arabe : الواحة البحرية signifiant l'« oasis du nord ») est l'une des cinq grandes oasis du désert occidental en Égypte (altitude cent-vingt-neuf mètres, trois-cent-soixante-cinq kilomètres à l'ouest du Caire) ; c'est la plus petite du désert Libyque mais la plus proche du Caire ; elle est entourée de collines noires composées de quartzite et de dolomite ferrugineux. Al-Bawiti est le plus grand village dans l'oasis de Bahariya avec environ 30 000 habitants.
Il y a aussi les ruines d'un temple construit par Alexandre le Grand à Qasr el-Méguisbeh, au nord-est de l'oasis, lorsque ce conquérant est passé par Bahariya à son retour de l'oracle de Zeus Ammon à Siwa.
Habitée depuis le paléolithique, cette oasis produisait notamment du vin, apprécié par les Égyptiens dès le Moyen Empire.
Vestiges dans la région :
- quatre villages antiques (dont El Qars et El Bawiti) ;
- ruine d'un temple de la XXVe dynastie ;
- chapelle du pharaon Apriès (XXVIe dynastie) ;
- quatre chapelles décorées de l'époque d'Amasis à Ayn al-Muftillah ;
- tombes d'époque hellénistique ;
- reste d'un petit arc de triomphe romain.

## Histoire
Après la conquête musulmane de l'Égypte, Al-Bahariya forme un petit État musulman gouverné par la dynastie Al-Abdun d'origine berbère et dont le territoire couvre les autres oasis à proximité : Al-Kharga, Ad-Dakhla et Al-Farafra. Ce royaume est mentionné dès le VIIIe siècle par Muhammad al-Fazari qui le nomme Amal Wah, signifiant « pays des oasis ». Une brève description par Al-Mas'ûdî au Xe siècle indique que le prince berbère y dirige plusieurs milliers de cavaliers. Un réseau de voie relie les oasis entre-elles, menant d'un côté vers les villes d'Égypte et de l'autre vers Siwa et ce dans le plus vaste réseau du commerce transsaharien.

## Site archéologique
Depuis de nombreuses années, Frédéric Colin, dans le cadre d'une mission de l'Institut français d'archéologie orientale, mène des fouilles sur plusieurs secteurs. Le premier se situe à Qaret el-Toub ; il présente l'intérêt d'avoir eu une fréquentation durable (au moins de la XIIIe dynastie jusqu'à l'époque arabe au Xe siècle), diversifiée (cimetières, habitat militaire, secteur d'irrigation et d'exploitation agricole), et d'être établi dans une zone de l'oasis où les vestiges archéologiques sont fortement concentrés.
Les fouilles de la nécropole gréco-romaine ont commencé en 1996. Il y a approximativement trente-quatre tombes fouillées.
En bordure du village de Bawiti, une immense nécropole de près de deux cents sépultures où reposeraient plus dix mille momies recouvertes de plastrons en or, a été mise au jour en 1999. De ce fait, cette nécropole a été nommée la « vallée des momies dorées ».
En avril 2001, une mission archéologique égyptienne a mis au jour la momie de Naassa, la femme du gouverneur des oasis sous la XXVIe dynastie, Khensou Iouf Ânkh, dont le tombeau avait été découvert en mai 2000.
Une momie intacte datant de l’époque saïte de la XXVIe dynastie, a été découverte le 20 mai 2002. Selon l’équipe archéologique égyptienne l'ayant découvert dans une tombe, le sarcophage resté fermé depuis le moment de l’enterrement, taillé dans de la pierre calcaire, appartiendrait à une « importante personnalité », probablement un membre de la famille du gouverneur de l'oasis. Encore enveloppée de ses bandelettes de lin, la momie renferme des amulettes sacrées et un scarabée de cœur.
En 2007 une équipe de recherche égypto-tchèque a découvert les restes d'une ville de l'Ancien Empire.

## Ville étape
Dans l'Antiquité, Bahariya n'était qu'une étape pour les caravanes qui voulaient gagner, soit Siwa plus à l'ouest, soit au sud, Al-Farafra puis le groupe des oasis méridionales, Ad-Dakhla et Al-Kharga. Les cinq oasis formaient un bandeau discontinu, parallèle à la vallée du Nil, autant d'étapes sur les grandes routes commerciales.
De nos jours, c'est une étape du rallye des Pharaons.

## Photos

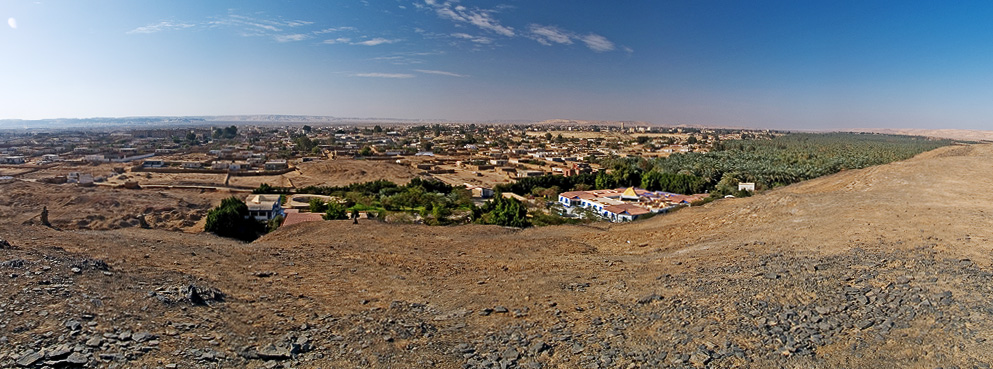
L'oasis d'Al-Bahariya.
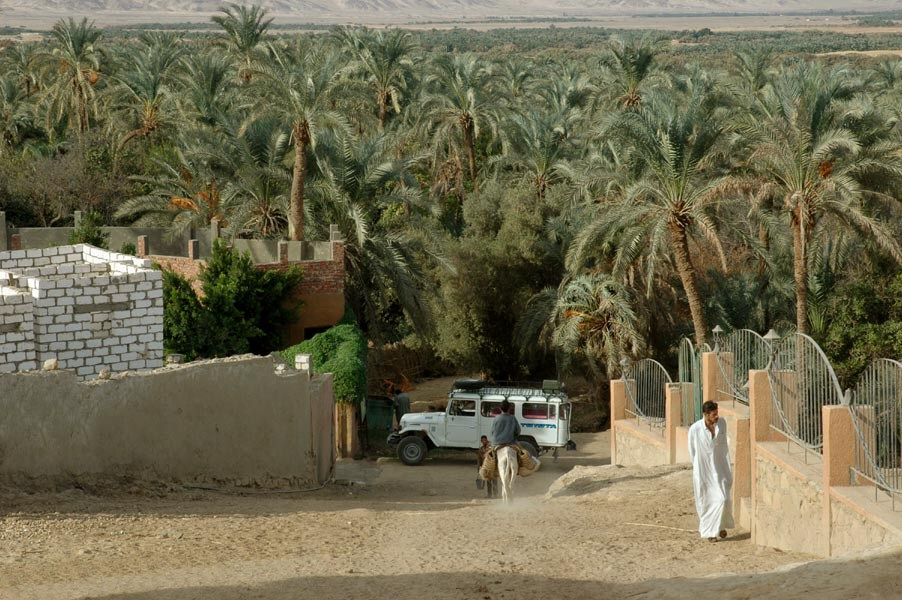
La vie paisible de l'oasis.
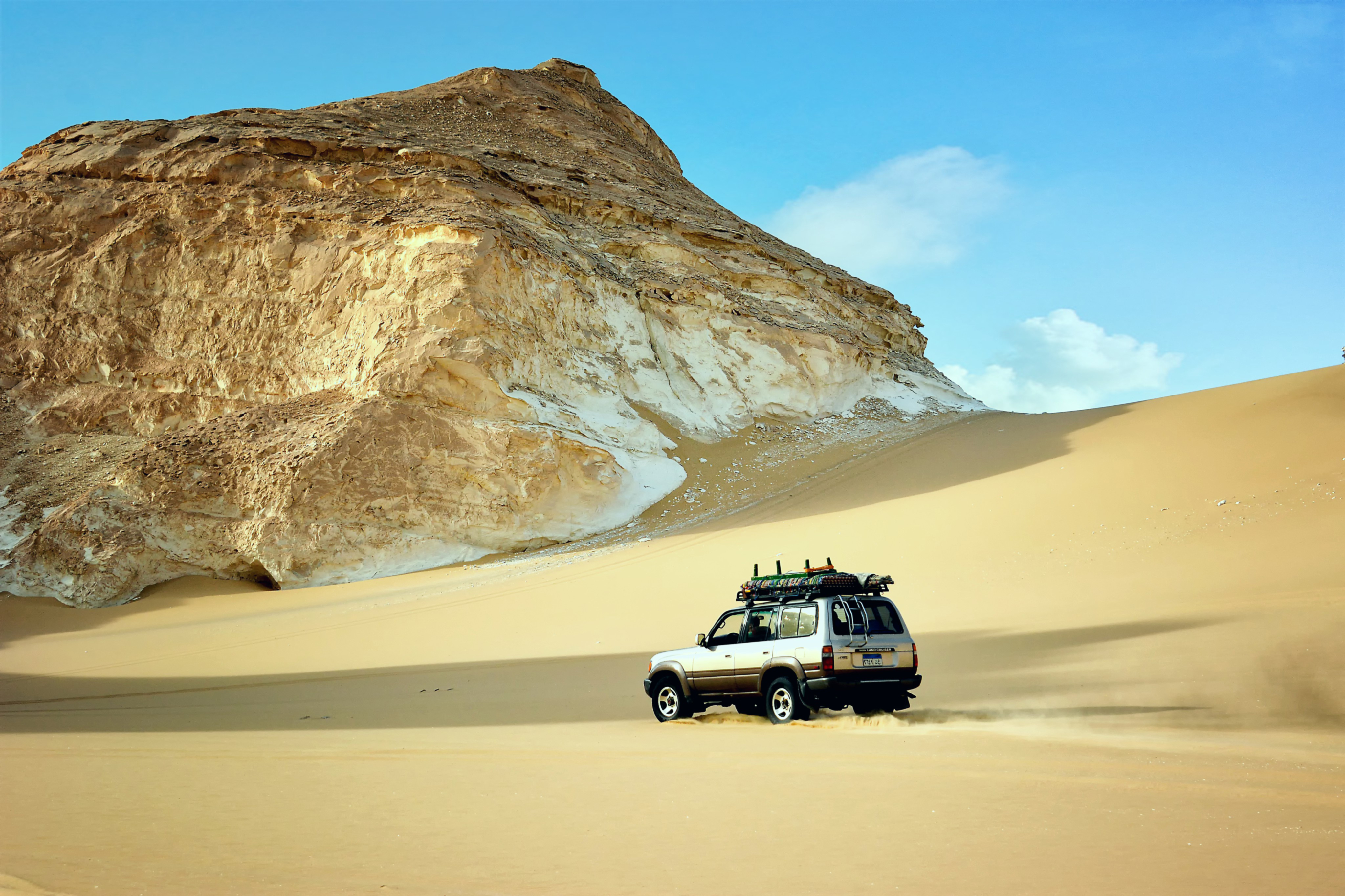
Safari.